# Paducah, Texas
Paducah là một thị trấn thuộc quận Cottle, tiểu bang Texas, Hoa Kỳ. Năm 2010, dân số của thị trấn này là 1186 người.

## Dân số
- Dân số năm 2000: 1498 người.
- Dân số năm 2010: 1186 người.